# Wil (Sankt Gallen)
Wil és un municipi del cantó de Sankt Gallen (Suïssa), cap del districte de Wil.

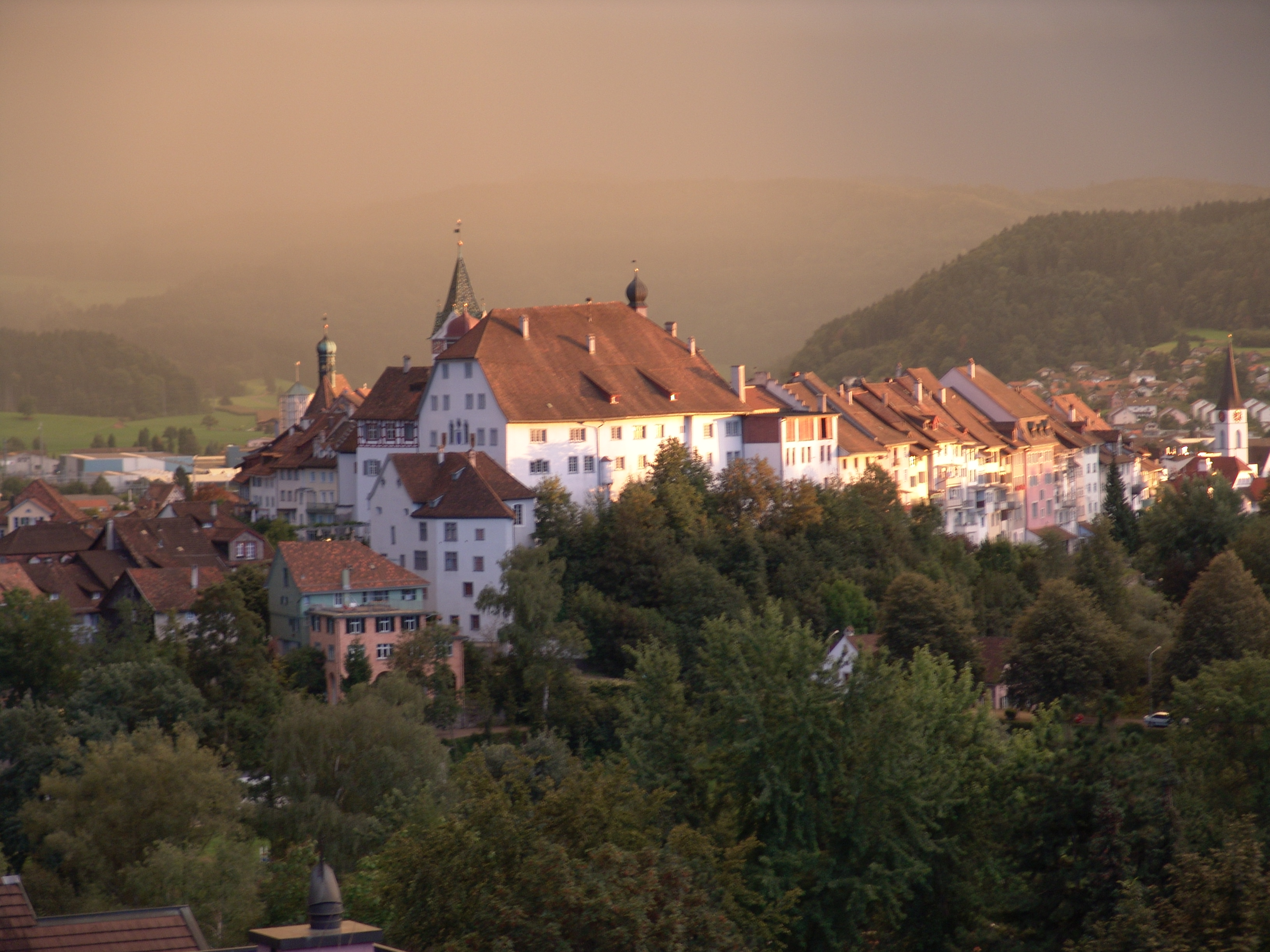
Imatge de Wil